# Alberto Iniesta Jiménez
Alberto Iniesta Jiménez, (Albacete, 4 de janeiro de 1923 — Albacete, 3 de janeiro de 2016) foi um prelado espanhol da Igreja Católica Romana.